# Richard Travis
Pour les articles homonymes, voir Travis.
Richard Travis (1913–1989) est un acteur américain de cinéma et de séries télévisées.

## Filmographie partielle

### Cinéma
- 1941 : Nuits joyeuses à Honolulu (Navy Blues) de Lloyd Bacon
- 1942 : L'Homme qui vint dîner (The Man Who Came to Dinner) de William Keighley
- 1942 : Le Caïd (The Big Shot) de Lewis Seiler
- 1943 : Mission à Moscou (Mission to Moscow) de Michael Curtiz
- 1947 : Backlash (en) d'Eugene Forde
- 1951 : La Caravane des évadés (Passage West), de Lewis R. Foster
- 1953 : Mesa of Lost Women (en) de Ron Ormond (en)
- 1955 : An Annapolis Story de Don Siegel
- 1958 : Fusée pour la lune (Missile to the Moon) de Richard E. Cunha